# Xaver Varnus

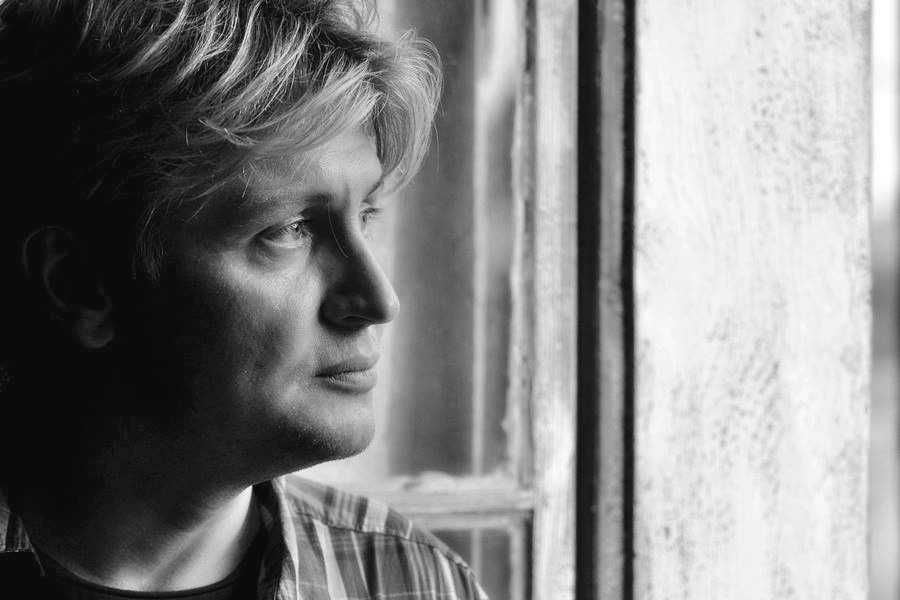
Xaver Varnus

Xaver Varnus, ungarisch Varnus Xavér (* 29. April 1964 im Kőbánya, Budapest), ist ein ungarisch-kanadischer Organist.

## Leben
Xaver Varnus wurde 1964 in Kőbánya als Sohn von Theresa Tabori und Xaver Raymond Varnus geboren. Seine Musikausbildung erhielt er am Budapester Musikkonservatorium bei Gabor Lehotka, Melinda Kistetenyi, Jozsef Karpati und Istvan Baroti. Anschließend nahm er Privatunterricht in Orgel und Komposition bei Pierre Cochereau in Paris und Lorenz Stolzenbach in Leipzig.
Von 1977 bis 1982 war Varnus Organist an den Kirchen St. Ladislaus und St. Theresa in Budapest. 1983 zog er nach Toronto und war dort von 1983 bis 1985 Organist der Coldstream Presbyterian-Kirche. 1984 erhielt er die kanadische Staatsbürgerschaft. Varnus hatte verschiedene Anstellungen als Kirchenorganist in Kanada: 1986 bis 1987 Saint-Patrick de Montréal, 1987 bis 1989 St. Donat in Saint-Donat-de-Montcalm, Quebec. 1986 bis 1989 war er Präsident der Kanadischen Orgelgesellschaft. 1989 beendete er seine Zeit als fest angestellter Organist und begann mit den ersten Konzert-Tourneen, vor allem in Europa und Ostdeutschland. Zu seinen Spezialitäten gehören neben der Aufführung klassischer Orgelwerke freie Improvisationen über vorgegebene Themen und die Zusammenarbeit mit Musikern in Kirchen. Bis 2017 waren es knapp 3.000 solcher Konzerte.
Von 1992 bis 2009 moderierte er Musiksendungen im öffentlich-rechtlichen Rundfunk und Fernsehen Ungarns. 2006 bis 2009 war er der Erste Organist des Budapester Kunstpalasts.
Xaver Varnus veröffentlichte bis 2017 mehr als 60 Tonträger, über 70 Filme, in denen er meist beim Spielen historischer Orgeln zu sehen ist, sowie mehrere Sachpublikationen. Seine Orgelvideos auf Internetportalen wie YouTube wurden über 44 Millionen Mal geklickt (Stand: 17. Juli 2025). Er hat zwei Söhne, Daniel Xaver (* 1985) und Nicholas (* 1987).

## Auszeichnungen
- 1986: One of the Three Best Improvisators, San Anselmo Organ Festival, Kalifornien
- 2003: Ehrenbürger von Budapest-Kőbánya
- 2004: Offizier der Republik Ungarn
- 2008: Erstes vierfaches Platin in der Orgel-Veröffentlichungsgeschichte von Sony BMG
- 2010: Großes Verdienstkreuz (Komtur) der Republik Ungarn